# Yan Hao
Yan Hao (严浩) est un démographe chinois, titulaire d'un PhD de l'université de Canberra et employé de la Commission du département de planification d'État à l'Institut de recherche économique à Pékin.
L'évaluation de 1,2 million de morts du génocide tibétain est récusée par Yan Hao, lequel démontre que les évaluations données par le gouvernement tibétain en exil reposent en partie sur des sources fabriquées. Toutefois l'analyse du chercheur chinois présente des incohérences. Ainsi lorsqu'il tente de dénombrer le nombre de morts lors des combats, il indique qu'au Tibet (la RAT pour les chinois) : « la résistance atteignit son apogée en 1959, mais le soulèvement fut surtout confiné à Lhasa et il fut maté par l'armée populaire de Chine en deux jours. La résistance organisée ne s'est poursuivie ailleurs que pendant un autre mois ». Or la guérilla Kampa a perduré pendant de nombreuses années, ce que Yan Hao n'évoque pas.